# كريس جاكوبس
كريس جاكوبس (بالإنجليزية: Chris Jacobs)‏ هو سباح أمريكي، ولد في 25 سبتمبر 1964 في ليفنجستون ‏ في الولايات المتحدة.

## روابط خارجية
- كريس جاكوبس على موقع الاتحاد الدولي للسباحة (الإنجليزية)
- كريس جاكوبس على موقع أوليمبيديا (الإنجليزية)